# Morris Minor
O Morris Minor é um carro popular produzido pela marca britânica Morris Motors entre 1948 e 1971. Ele fez sua estreia no Salão do Automóvel de Earls Court, em Londres, em outubro de 1948. Projetado sob a liderança de Alec Issigonis, mais de 1,6 milhão foram fabricados em três séries: a Série MM (1948 a 1953), a Série II (1952 a 1956) e a série 1000 (1956 a 1971).
Inicialmente disponível como um sedã de duas portas e um carro de turismo (conversível), a linha foi expandida para incluir um sedã de quatro portas a partir de setembro de 1950. Uma perua com estrutura de madeira (a Traveller) foi produzida a partir de outubro de 1953 e variantes de furgão e picape a partir de maio de 1953. Foi o primeiro carro britânico a ser vendido em mais de um milhão de unidades e é considerado um exemplo clássico de design automotivo, além de tipificar a "inglesidade".
Embora a Morris tenha lançado um novo modelo com um nome e posicionamento de mercado semelhantes, o Morris Mini em 1959, o Minor permaneceu em produção por mais de uma década depois disso e, no início de 2020, sua produção de 23 anos foi considerada o vigésimo oitavo carro de uma única geração mais duradouro da história pela revista Autocar, que o chamou de: "... uma maneira primária pela qual a Grã-Bretanha voltou às estradas após a Segunda Guerra Mundial."